# Sociologie emocí
Sociologie emocí je odvětví sociologie zabývající se emocemi jedince v sociálním kontextu a také jaký vliv mají emoce na společnost. V sociální interakci emoce hrají klíčovou roli. Většina negativních či pozitivních emocí jsou vyvolány v konkrétních sociálních situacích. Pro pochopení emocí je potřeba porozumět situaci a sociálnímu vztahu, který je zapříčinil.
Obor sociologie emocí vznikl ve spojitosti s interpretativním přístupem v sociologii, feministickou sociologií a rozvojem sociobiologie. Studium emocí není v sociologii nový obor, byl pozměněn kontext (např. postmoderní), způsob bádání a prezentace (empiricky).
Sociologové se začali systematicky věnovat emocím v 70. letech 20. století. Tvrdí, že emoce nejsou jen individuální záležitosti, jsou nezbytné k vysvětlení podstaty společenského chování. Sociologové poukazují, že lidé se často snaží prožívat a vyjadřovat své pocity v souladu se společenskými pravidly.
Dalším odvětvím sociologie, která se mimo jiné zabývá emocemi je mikrosociologie. Pomocí systematického pozorování skupinových interakcí sociologové zjistili, že významná část skupinové aktivity je věnována tématům vyjadřování afektu a zvládání emocionálního napětí.

## Předmět studia sociologie emocí
Sociologie emocí se zabývá emocemi z různých hledisek a to:
1.      Sociální konstrukce citů – jak společnost formuje a definuje emoce
2.      Vyjadřování citů a kulturní diference v emočních projevech – jak jsou emoce vyjadřovány v odlišných kulturách
3.      Skupinové diferencované interpretace emocí a skupinové reakce na emocionální projevy – jak skupiny interpretují emoce a jak na ně reagují
4.      Role emocí ve skupinovém a davovém chování – jak emoce ovlivňují chování ve skupinách a davech
5.      Vliv makrostrukturních charakteristik na vznik a projevy emocí – jak makrostruktury společnosti ovlivňují vznik a projevy emocí
Mimo jiné sociologie emocí je úzce spjatá se sociologií těla, módy, reklamy, masových médií a masové kultury. Sociologové například zkoumají stres jako emocionální stav a symptom moderní doby.
V rámci sociologie emocí existují 4 různé směry, podle kterých jsou emoce zkoumány – teorie sociální směny, teorie sociálního konfliktu, sociobiologie a interakcionismus.
Velká pozornost je dále věnována kulturní konstruovanosti lingvistických označení emocí.

## Interakcionistická perspektiva

### George Herbert Mead
Mead je podle Turnerapředchůdcem interakcionistického přístupu ke zkoumání emocí . V odkaze věnovaném Meadovi jsou také vysvětleny pojmy self, druhý, generalizovaný druhý a přebírání rolí (vstupování do role), které budou použity dále v textu. Mead se přímo nevyjadřuje k tématu emocí, nicméně často používá výrazy jako vnitřní lidské impulzy, či přátelské impulzy v jedincích. Impulzy mohou vyvstat, když ostatní neschválí sebepojetí jedince, když se podle nich nechová v souladu s očekáváním generalizovaných druhých. Tuto myšlenku mnohem explicitněji rozvádějí symboličtí interakcionisté následujícím způsobem: "Nesoulad mezi tím, jak na jedné straně jedinci vnímají sami sebe a jak se prezentují a reakcí druhých z perspektivy kulturních norem na jejich sebeprezentaci na straně druhé, vzbuzuje emoce a motivuje jedince, aby tyto nesrovnalosti eliminovali."

### Charles Horton Cooley
Dynamiku emocí do sociálního interakcionismu vpracoval Charles Horton Cooley, když uvedl koncept zrcadlového já. Lidé se podle něj v sociálních interakcích odrážejí jako v zrcadle a to následujícím způsobem. Napřed si představí, jak se druhým jeví. Zadruhé si představí, jak je druzí posuzují. A nakonec mají pocity vyvolané hodnocením ostatních, jež si v prvních dvou krocích představili. Velký důraz dával Cooley na emoce pýchy, strachu a studu. Strach a stud podle něj jedinci zažívají, když nedokáží naplnit očekávání ostatních.

### Susan Shott
Shott v článku Emocion and social live (Emoce a sociální život) popisuje úlohu, kterou hrají rolové emoce v Sociální kontrole. Pro rolové emoce je typické, že k jejich vyvolání je potřeba vstupovat do role ať už konkrétních druhých, nebo generalizovaných druhých (vysvětleno v hesle věnovaném Meadovi) a z této role na sebe nahlížet jako na objekt a ptát se, co je v této roli ode mne očekáváno. Podle Shottové mezi rolové emoce patří vina, stud, pýcha, hrdost, rozpačitost, ješitnost a empatie a jsou důležité pro zvnitřněnou sociální kontrolu, tedy pro sebekontrolu. Lidé se podle ní učí prožívání a vyjadřování emocí v rámci socializace. Sociální normy vytváří nátlak na správné vyjadřování emocí v rámci konkrétních situací. Tyto normy jsou kulturně specifické.

### Dramaturgické teoretizování o emocích
Tito autoři sdílejí přesvědčení, že interakce jsou vedeny dle skript psaných kulturou.
Zároveň vnímají lidi jako předvádějící se na jevišti před diváky – ostatními v souladu s těmito skripty.

#### Erving Goffman
Erving Goffman v rámci své dramaturgické sociologie zkoumal
v druhé polovině padesátých let dvacátého století, jakým způsobem lidské
interakce řídí snaha prezentovat se tak, aby účastníci necítili stud či rozpaky.
Rozpaky se objeví vždy, když jedinec cítí, že před ostatními přítomnými vykreslil nekompatibilní definici sám sebe. Pokud někdo z účastníků (náhodného) setkání takto nekompatibilně předvede své self, vzbudí to negativní emoce jak v něm, tak i v druhých. Proto se aktéři takovým situacím pomocí dodržování kulturního scénáře (vysvětlení viz dramaturgická sociologie) snaží vyhnout.

#### Arlie Russell Hochschild
Hochschild navazuje na Goffmanovo dramaturgické pojetí. Souhlasí s tím, že se jednotlivci zapojují do strategického předvádění, to však podle jejího názoru často není uspokojující. Kulturní skripta totiž mnohdy kladou požadavky, které jsou stresující a vedou k  odcizení (neboť vzniká rozpor mezi jejich vnitřním rozpoložením a tím, co by měli cítit či vyjadřovat).
Společnosti podle Hochschild disponují emoční kulturou, která zahrnuje pravidla cítění, jež určují, jak by se lidé v rámci různých situací měli cítit, jakou intenzitu by jejich emoce měly mít, zda by měly být kladné či záporné a jak dlouho by měly trvat. Dále zahrnuje pravidla ohledně otevřeného projevování emocí, tedy jaké emoce by se v rámci různých situací měly vyjadřovat a jakým způsobem (příkladem je pravidlo, že na pohřbu se má plakat).
Na aktéry je kladen tlak, aby vytvářeli prezentaci self, která bude s emoční kulturou a jejími pravidly v souladu.  Tuto prezentaci self podle nároků emoční kultury Hochschild označuje managementem emocí (nebo také emoční prací). Nabízí vysvětlení role emoční práce pro udržování třídní příslušnosti skrze
socializaci. Jedná se o vysvětlení spíše strukturalistické a zahrnující aspekty teorie sociální směny. Emoční práci se učí děti v rodinách, přičemž rodiny z nižší třídy na ni kladou menší důraz (namísto toho se zabývají samotným jednáním) než rodiny ze střední třídy.  Emoční práce se v tržním prostředí stává komoditou a to zejména v práci typické pro střední třídu (například letuška musí být milá a veselá), zatímco pro manuální práce typické pro nižší třídu tak důležitá není. Protože se děti z nižší třídy nenaučily emoční práci potřebnou pro získání lepšího postavení na trhu práce, zůstanou stejně jako jejich rodiče pracovat na pozicích typických pro nižší třídu.

#### Morris Rosenberg
Centrální tezí Rosenberga k tématu emocí je, že reflexivita mění fyziologickou podstatu lidských emocí. Reflexivitu v návaznosti na Meada a Cooleyho vnímá následovně:
„Lidská reflexivita je zakořeněna v sociálních procesech, zejména v procesu přebírání role druhých a vidění se skrze perspektivu druhých.“ Výsledkem tohoto procesu je vytvoření si vědomí sám o sobě. Skrze reflexivní proces jsou emoce transformovány do něčeho jiného.
Identifikuje tři způsoby, kterými procesem reflexe dochází k proměně emocí.
1)      Identifikace emocí – Lidé často zažívají rozporuplné vnitřní stavy a v rámci interpretačního procesu využívají reflexivity. Rozporuplnost emocí vychází z toho, že z podobných fyziologických stavů mohou vzejít různé emoce (bušení srdce člověka, který byl napaden může značit strach nebo hněv) nebo třeba z toho, že lidé mohou cítit několik emocí zároveň.
2)      Zobrazování / dávání najevo emocí – Lidé se snaží přesvědčit obecenstvo, že zažívají určité emoce, reflexivita je tedy vyjádřena způsobem chování.
3)      Prožitek emocí – Lidé pomocí kognitivní práce (snaha přemýšlet jinak a v návaznosti na to také odlišně cítit) či práce s tělem (kupříkladu běhání či braní
drog) manipulují vnitřní prožitky tak, aby se cítili odlišně. Reflexivita se tedy projevuje vytvořením vnitřního stavu.

#### Peggy Thoits
Thoits se podobně jako Hochschild zabývá dynamikou emocí v situacích, kdy nastane rozpor mezi aktuálními pocity a emočními pravidly.
Pokud lidé nejsou schopnízvládnout své emoce způsobem vhodným pro danou situaci, dopouštějí se emoční deviace. Okolí to může vnímat jako signál toho, že čelí psychickým problémům nebo, pokud je deviace rozsáhlejší, že mají duševní nemoc. K emoční deviaci dochází zejména, pokud stresující situace přetrvává nebo pokud jedinec pro své pocity nedostává dostatečnou sociální podporu. Pokud ostatní vnímají jedincův emocionální stav jako spojený s objektivními podmínkami, budou ho daleko spíše považovat jen za momentální odchylku od normálních citových reakcí.

#### Candace Clark
Clark vytvořila teorii sympatie, v níž poukazuje na to, že lidé se učí specifickým pravidlům – rozdílným pro ženy a pro muže, jež určují kdy, komu a za jakých okolností je vhodné sympatii projevovat, kdy ji vyžadovat a jak ji přijímat. 
Poskytovatelé sympatií mohou pomocí sympatie manipulovat s příjemci sympatií ať už tím, že je dostávají do pozice blízkosti, či do pozice někoho, kdo jim dluží, nebo příjemce sympatií přímo ponižovat tím, že poukazují na jeho problémy a nedostatečnost. 

### Randall Collins
Randall Collins je přesvědčený, že emoce zaujímají zásadní pozici v rámci obecné sociální teorie. V teorii interakčních rituálů popisuje, jak jsou emoce transformovány: rituál začíná s emočními přísadami (což mohou být různé emoce jedinců, kteří se ho účastní), emoce se stanou intenzivnějšími skrze jejich sdílení a jako výstup vytvářejí dlouhodobější emoce, jež nazývá emoční energií. Úspěšné interakční rituály vytváří symboly skupinové příslušnosti a jedince plní emoční energií (jsou tedy klíčové pro skupinovou solidaritu), zatímco neúspěšné rituály emoční energii odsávají. 

### Interakcionalistické teorie identit
Emoce také zastávají důležitou roli v některých interakcionalistických teoriích identit. Tyto teorie identitou „odkazují na části sebe složené z významů, které lidé přikládají četným rolím, jež typicky hrají v současné rozmanité společnosti.“  Lidé mají tolik identit, jako je různých sociálních sítí, ve kterých zaujímají pozice a hrají role.

#### Sheldon Stryker
Stryker usoudil, že jestliže jedinci mají mnoho identit, musí si podle něčeho vybírat, jaké budou využívat a tedy vytvářet si osobní hierarchie jejich důležitosti. Model emocí na obrázku ukazuje Strykerovo vysvětlení toho, podle čeho jsou tyto hierarchie uspořádány. 
 Emoce jsou podle Strykera rozložené v rámci dvou na sebe kolmých dimenzí -  pozitivní versus negativní a silné versus slabé. Přičemž pozitivní emoce vedou ke zvýšení pozice identity v rámci osobní hierarchie důležitosti a čím silnější je emoce, tím silněji ovlivňuje pozici identity v rámci osobní hierarchie důležitosti. Na obrázku je vidět, že Striker považuje za důležitý jak vliv sociální struktury tak interakce s druhými.

#### George McCallaJ. L. Simmons
McCall se Simmonsem se stejně jako Stryker zajímali o hierarchie důležitosti identit a v mnohém s jeho pojetím souhlasili, nicméně zastávali méně strukturální pohled. Rolová identita podle nich je "charakter a role, kterou si jedinec zaujímající konkrétní sociální pozici sám pro sebe vytvoří."  Jsou přesvědčeni, že hierarchie důležitosti odráží ideální self člověka, to co si přeje, co je pro něj důležité. Pokud je v rámci situace významná identita ohrožena (tím, že její předvádění druzí neuznávají), jedinec bude zažívat negativní emoce. Teorii dále obohacují vysvětlením mechanismů, které jedinec může využít, aby se s takto rozporuplnou situací vypořádal a zmírnil zažívané negativní emoce. Těmi jsou:
1. Akumulace krátkodobého kreditu z interakcí s minimálními rozpory – pomůže překonat příhody, kdy druzí roli podporují méně.
2. Selektivní vnímání náznaků – umožňuje - alespoň v očích jejího držitele – kýženou identitu potvrdit.
3. Selektivní interpretace – Jedinec náznaky druhých sice vidí, ale interpretuje je způsobem, jež jeho rolovou identitu podporuje.
4. Stažení se z interakce, jež identitu nepodporuje.
5. Přepnutí se do nové identity, která bude druhými více podporována.
6. Svalování viny na obecenstvo – obviňování druhých, že nesoulad mezi předvedenou rolí a podporou způsobili oni.
7. Zneuznání neúspěšného představení (představení myšleno viz Všichni hrajeme divadlo), jako něčeho, co tak jedinec ve skutečnosti nezamýšlel.
8. Bagatelizace a zavržení publika, které roli odpírá podporu.[20]